# Bob Crable
Robert Edward Crable (Cincinnati, 22 settembre 1959) è un ex giocatore di football americano statunitense che ha militato nel ruolo di linebacker nella National Football League (NFL).

## Carriera
Al college Crable giocò a football a Notre Dame, venendo premiato per due volte come All-American. Fu scelto dai New York Jets nel corso del primo giro (23º assoluto) del Draft NFL 1982. Vi giocò per tutta la carriera fino al 1988, dopo di che fu costretto al ritiro per due infortuni alle ginocchia.

## Palmarès
- College Football Hall of Fame